# Lachnus wichmanni
Lachnus wichmanni är en insektsart. Lachnus wichmanni ingår i släktet Lachnus och familjen långrörsbladlöss. Inga underarter finns listade i Catalogue of Life.